# Cmentarz żydowski w Gniewoszowie
Cmentarz żydowski w Gniewoszowie – kirkut służący żydowskiej społeczności zamieszkującej niegdyś Gniewoszów. Znajduje się przy ul. Oleksowskiej. Powstał w XIX wieku. Został zniszczony w czasie II wojny światowej. Obecnie jest nieogrodzony i nie zachowały się na nim żadne nagrobki.